# Entschädigungseinrichtung der Wertpapierhandelsunternehmen
Die Entschädigungseinrichtung der Wertpapierhandelsunternehmen (EdW) hat in Deutschland die Aufgabe, die Sicherung von Anlegern gegen den Verlust ihrer Ansprüche aus Geschäften mit Wertpapieren zu übernehmen. Die Einrichtung soll besonders die Ansprüche von Kleinanlegern sichern, abgedeckt werden daher zwar 90 % ausstehender Forderungen, aber maximal 20.000 Euro.

## Struktur und Rechtsgrundlage
Rechtlich handelt es sich um ein nicht rechtsfähiges Sondervermögen des Bundes bei der Kreditanstalt für Wiederaufbau, gesetzliche Grundlage der Einrichtung ist das Anlegerentschädigungsgesetz. Der Einrichtung werden durch die Bundesanstalt für Finanzdienstleistungsaufsicht alle in Deutschland zugelassenen Wertpapierhandelsunternehmen (800 Unternehmen im Oktober 2010) zugeordnet, die durch ihre Beitragszahlungen, Einmalbeiträge und Sonderbeiträge die Entschädigungsleistungen und die Verwaltungskosten der EdW finanzieren. Sitz der EdW ist in Berlin.

## Gerichtsverfahren
Seit ihrer Gründung war die Beitragspflicht zur EdW Gegenstand diverser Gerichtsverfahren. Kernpunkt dieser Streitigkeiten war zumeist die Frage, ob der Beitrag zur EdW eine zulässige Sonderabgabe darstellt. Das Bundesverwaltungsgericht und das Bundesverfassungsgericht haben dies bejaht.

## Betrugsfall Phoenix Kapitaldienst
Im Zusammenhang mit dem Betrugsfall Phoenix Kapitaldienst hat die EdW bis zum 17. August 2010 Entschädigungen in Höhe von 86 Mio. Euro ausgezahlt. Eine Klage auf Schadensersatz gegen das Wirtschaftsprüfungsunternehmen Ernst & Young, dem die Einrichtung Versäumnisse in der von der Bundesanstalt für Finanzdienstleistungsaufsicht angesetzten Sonderprüfung vorwarf, wurde vor dem Landgericht Stuttgart abgewiesen. Durch die hohe Belastung mit Entschädigungszahlungen im Zusammenhang mit der Insolvenz des Phoenix Kapitaldienst war es notwendig, beim Bund ein Darlehen in Höhe von 128 Millionen Euro aufzunehmen. Seitens der Verbände der der EdW zugeordneten Institute wird insoweit Kritik geäußert, dass die Konstruktion der EdW auf Dauer nicht tragfähig sei. Um die erste Teilrückzahlung dieses Darlehens zu gewährleisten, musste im Jahr 2010 eine erste Sonderzahlung von den Instituten erhoben werden. Im Frühjahr 2011 wurde es für die EdW notwendig, einen weiteren Kredit in Höhe von 141 Millionen Euro aufzunehmen, um die vollständige Entschädigung der Phoenix-Anleger zu gewährleisten.